# New Grant
New Grant es una localidad de Trinidad y Tobago, que forma parte de la región de Princes Town.

## Geografía
La localidad abarca parte de la isla Trinidad y limita al norte con Brothers Road y San Pedro (ambas localidades pertenecientes a la región de Couva-Tabaquite-Talparo), al sur con Sixth Company e Hindustan, al este con Robert Village y George Village y al oeste con Sisters Village y St. Julien.

## Demografía
Datos demográficos de la localidad de New Grant:
| Gráfica de evolución demográfica de New Grant entre 2000 y 2011 |
|                                                                 |